# Grădiștea (Călărași)
Grădiştea é uma comuna romena localizada no distrito de Călăraşi, na região de Muntênia. A comuna possui uma área de 177.39 km² e sua população era de 4731 habitantes segundo o censo de 2007.